# 刘立封
刘立封（1918年5月6日—1996年2月26日），是中国人民解放军高级将领，中将军衔。山东沂水人。
刘立封1938年进入陕北公学学习，1939年参加八路军，在沂蒙山区参加对日作战。第二次国共内战时期在华东野战军第八纵队（第三野战军9兵团26军）后勤部门工作，从山东打到河南，并参加淮海战役，渡江战役，最后攻占上海。1950年随9兵团入朝参加抗美援朝，1953年回国在济南军区工作，1955年获大校军衔。20世纪70年代初任总后勤部政治部主任，1975年调入第二炮兵部队，1982年任第二炮兵部队政委，1988年获中将军衔。1990年退役。
1996年2月26日在北京病逝。